# Droga wojewódzka 758
Die Droga wojewódzka 758 (DW758) ist eine 35 Kilometer lange Droga wojewódzka (Woiwodschaftsstraße) in der polnischen Woiwodschaft Heiligkreuz und in der Woiwodschaft Karpatenvorland, die Iwaniska mit Tarnobrzeg verbindet. Die Strecke liegt im Powiat Opatowski, im Powiat Sandomierski und in der kreisfreien Stadt Tarnobrzeg.

## Streckenverlauf
Woiwodschaft Heiligkreuz, Powiat Opatowski
-  Iwaniska (DW 757)
- Ujazd
- Kujawy

Woiwodschaft Heiligkreuz, Powiat Sandomierski
- Pokrzywianka
- Górki
-  Klimontów (DK 9)
- Byszów
- Jachimowice
-  Koprzywnica (DK 79)
- Błonie
- Ciszyca

Woiwodschaft Karpatenvorland, Kreisfreie Stadt Tarnobrzeg
-  Tarnobrzeg (DK 9, DW 723, DW 871, DW 985)